# Ochna humblotiana
Ochna humblotiana là một loài thực vật có hoa trong họ Ochnaceae. Loài này được Baill. mô tả khoa học đầu tiên năm 1886.